# Oxyuranus temporalis
Oxyuranus temporalis là một loài rắn trong họ Rắn hổ. Loài này được Doughty, Maryan, Donnellan & Hutchinson mô tả khoa học đầu tiên năm 2007.